# Assemblea Nacional Assíria
Assemblea Nacional Assíria és un grup polític assiri format per prendre part a les eleccions del gener 2005. L'havien d'integrar el Partit Democràtic de Bet Nahrain de Romeo Hakkari i el Congrés Nacional Assiri de Sargon Dadesho, però el primer va optar per anar en la llista de l'Aliança Democràtica i Patriòtica del Kurdistan. Amb els dissidents disconformes amb aquesta situació es va formar el Partit Democràtic d'Assíria-Bet Nahrain que es va unir en coalició al Congrés Nacional Assiri en l'anomenat inicialment Grup Nacional Assiri i després Assemblea Nacional Assíria. Els resultats no foren bons. L'Assemblea Nacional Assíria va operar com a partit des de l'1 d'abril del 2006 i tenia alguna activitat el 2007. Actualment (2010) té poca activitat fora de Califòrnia, però manté una pàgina web a Internet.

## Bandera
Panels rectangulars amb un símbol central i inscripcions foren utilitzats com a distintiu electoral a manera de bandera. La inscripció semicircular vermella sobre era el nom del grup en àrab i la de sota la mateixa en siríac; sota d'aquesta seguia el nom en anglès en lletres més grans; i sota, pla, el número de la llista (139). El símbol central era l'estrella i no pas l'emblema del partit.